# Poslednjaja zjertva
Poslednjaja zjertva (russisk: Последняя жертва) er en sovjetisk spillefilm fra 1975 af Pjotr Todorovskij.

## Medvirkende
- Margarita Volodina som Julija Pavlovna Tugina
- Oleg Strizjenov som Vadim Dultjin
- Mikhail Gluzskij som Flor Fedulytj
- Leonid Kuravljov som Lavr Mironytj Pribytkov
- Olga Naumenko som Irina Lavrovna Pribytkova